# O fată fericită
O fată fericită (titlul original: în engleză Girl Happy) este un film american de comedie romantică muzicală, realizat în 1965 de regizorul Boris Sagal, protagoniști sunt Elvis Presley, Shelley Fabares și Harold Stone. 
Filmul a câștigat al patrulea loc la Laurel Award la categoria „Top Musical din 1965”.
Acesta a lansat piesa „Puppet on a String”, care a ajuns pe locul 14 în Billboard Hot 100, pe locul 3 în topul „Adult Contemporary”, fiind certificată „Gold” de către RIAA.

## Rezumat
Un cântăreț de muzică rock se trezește însoțitor al unui grup de fete de la colegiu la prima lor ieșire fără părinții lor. Printre ele se află și Valerie, fiica șefului său. Toate acestea, în timpul celebrei vacanțe de primăvară Spring Break... 

## Distribuție
- Elvis Presley – Rusty Wells
- Shelley Fabares – Valerie Frank
- Harold Stone – Big Frank
- Gary Crosby – Andy
- Joby Baker – Wilbur
- Jimmy Hawkins – Doc
- Nita Talbot – Sunny Daze
- Mary Ann Mobley – Deena Shepherd
- Fabrizio Mioni – Romano Orlada
- Peter Brooks – Brentwood Von Durgenfeld
- Jackie Coogan – sergentul Benson
- John Fiedler – dl. Penchill
- Chris Noel – Betsy
- Gail Gilmore – Nancy (creditată ca Gale Gilmore)
- Beverly Adams – o fată (nemenționat)
- Dan Haggerty – Charlie (nemenționat)
- Red West – Extra in the Kit Kat Club (nemenționat)

## Melodii din film
| Original album |                                       |         |  |
| Nr.            | Titlu                                 | Lungime |  |
| 1.             | „Girl Happy”                          | 2:07    |  |
| 2.             | „Spring Fever”                        | 1:51    |  |
| 3.             | „Fort Lauderdale Chamber of Commerce” | 1:31    |  |
| 4.             | „Startin Tonight”                     | 1:28    |  |
| 5.             | „Wolf Call”                           | 1:57    |  |
| 6.             | „Do Not Disturb”                      | 1:57    |  |
| 7.             | „Cross My Heart and Hope to Die”      | 1:52    |  |
| 8.             | „The Meanest Girl in Town”            | 1:55    |  |
| 9.             | „Do the Clam”                         | 3:19    |  |
| 10.            | „Puppet on a String”                  | 2:39    |  |
| 11.            | „I've Got to Find My Baby”            | 1:29    |  |
| 12.            | „You'll Be Gone” (bonus track)        | 2:20    |  |